# (34605) 2000 US
(34605) 2000 US est un astéroïde de la ceinture principale découvert en 2000.

## Description
(34605) 2000 US a été découvert le 21 octobre 2000 à Višnjan, une municipalité située dans le comitat d'Istrie en Croatie, par Korado Korlević.

### Caractéristiques orbitales
L'orbite de cet astéroïde est caractérisée par un demi-grand axe de 2,72 ua, un périhélie de 2,42 ua, une excentricité de 0,11 et une inclinaison de 10,10° par rapport à l'écliptique. Du fait de ces caractéristiques, à savoir un demi-grand axe compris entre 2 et 3,2 ua et un périhélie supérieur à 1,666 ua, il est classé, selon la JPL Small-Body Database, comme objet de la ceinture principale.

### Caractéristiques physiques
(34605) 2000 US a une magnitude absolue (H) de 14,6 et un albédo estimé à 0,217.